# Listă de starețe ale Mănăstirii Pasărea
| Starețe        |                          |  |
| 1813 - 1818    | Chipriana                |  |
| 1818 - 1819    | Doroteia                 |  |
| 1818 - ?       | Justina                  |  |
| ? - 1836       | Epraxia                  |  |
| 1836 - 1844    | Meletina                 |  |
| 1844 - 1863    | Dionisia                 |  |
| 1863 - 1883    | Domnica Popescu          |  |
| 1883 - ?       | Veniamina Poenaru        |  |
| ? - ?          | Arcadia Bâlcescu         |  |
| ? - ?          | Arsenia Nițescu          |  |
| ? - 1902       | Evlampia Trestianu       |  |
| 1902 - 1913    | Ierofteia Marinescu      |  |
| 1914 - 1917    | Profira Dumitrescu       |  |
| 1917 - 1922    | Dominica Constantinescu  |  |
| 1922 - 1940    | Filofteia Constantinescu |  |
| 1940 - 1941    | Epifania Popescu         |  |
| 1941 - 1949    | Magdalena Pencu          |  |
| 1949 - 1951    | Amfilohia Popescu        |  |
| 1952 - 1954    | Pahomia Marinescu        |  |
| 1955 - 1966    | Serafima Chialda         |  |
| 1967 - 2006    | Lucia Dumbravă           |  |
| 2006 - prezent | Mihaela Costache         |  |